# Winsener Marsch-Tracht

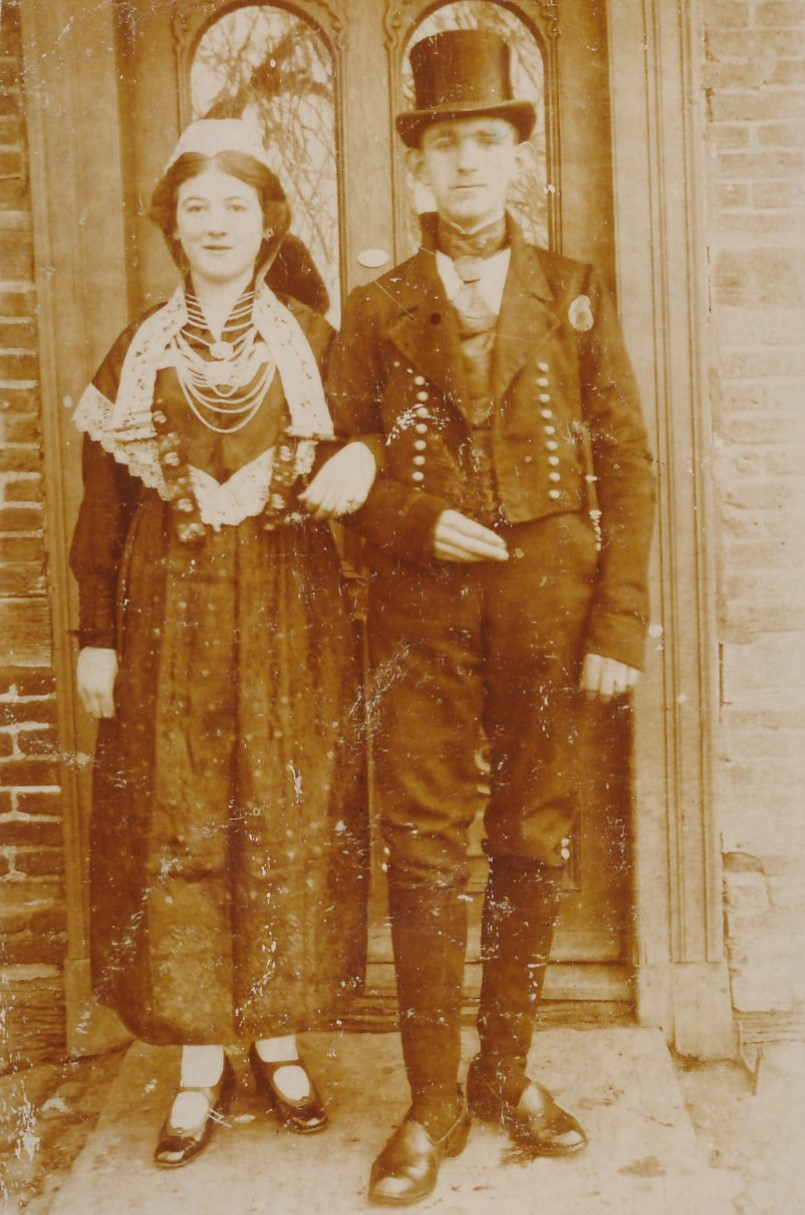
Winsener Marsch-Tracht

Die Winsener Marsch-Tracht oder Winser Marsch-Tracht ist eine im Gebiet der Winsener Marsch verbreitete Tracht. Nach 1850 wurde sie nur noch selten getragen. Am längsten hielt sich, wie auch anderswo, die Kopftracht der Frauen. Heute ist die Tracht nur sehr rar vorhanden und ist in Museen in Hannover und  Lüneburg ausgestellt. 

## Die Tracht der Männer

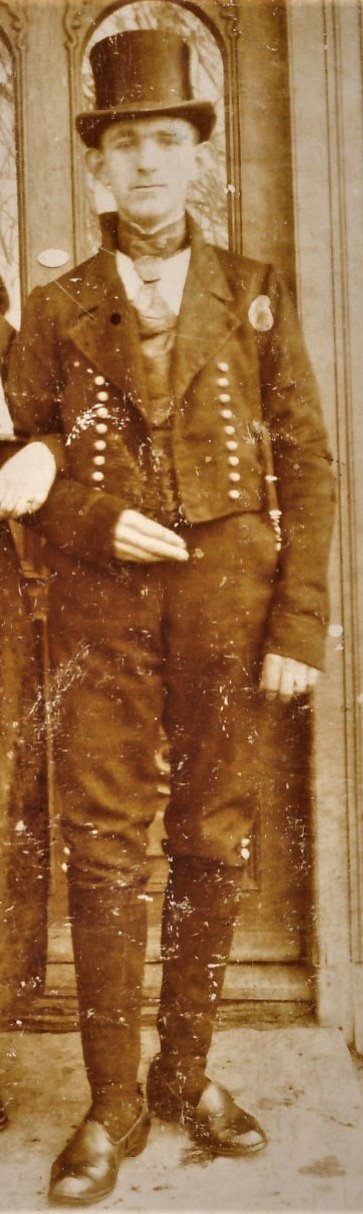
Die Tracht des Mannes

Die Männer trugen im zweiten Viertel des 19. Jahrhunderts niedrige Schuhe mit Schnallen, lange wollene Strümpfe, vielfach blau und weiß, sowie eine kurze enge Kniehose aus hellem Wildleder oder dunklem Tuch. Die Hose hatte unten auf den Außenseiten kurze Schlitze zum Zubinden oder Zuschnallen, an den Seiten lange Taschenschlitze und vorn eine große, breite Klappe, die, wie auch das Queder (Saumverschluss), mit großen silbernen Knöpfen geschlossen wurde.
In einer Tasche an der linken Seite unter dem Queder steckte die Uhr mit etwa 20 cm langer Kette. Diese bestand wieder aus drei oder vier nebeneinanderliegenden dünnen Ketten. Waren es vier, dann waren alle gleich und zwar aus kleinen, kreisrunden Ringen gebildet. Waren es drei, dann hatte die mittlere Kette größere und breitere Glieder. Etwa in der Mitte lag darauf ein Herz, Rechteck oder dergl. ähnlich einem Schieber. An dem herabhängenden Ende der Uhrkette waren an kleinen Ketten der Uhrschlüssel und zwei Anhänger befestigt. Der Schlüssel hatte einen breiten Griff mit Filigran und blauen, grünen oder roten Glasflüssen in der Mitte. Die Anhänger waren Petschafte mit ovaler oder runder Platte, worauf vertieft Buchstaben eingegraben waren, und einem Bügel, der beiderseits von zwei exzentrischen, ineinander gelegten, ebenso wie der Uhrschlüssel verzierten, kreisrunden Ringen gestützt wurde.
Die Weste, Rump genannt, war durchweg aus dunklem (blauen) Tuch, manchmal auch aus heller, mit grünen Ranken und blauvioletten und braunroten Blüten (Drennhausen 1760–1780) bestickt, später (bis 1870) bunter Seide und zwei Reihen (2 × neun oder zehn) dicht besetzter, halbkugelförmigen, mit kleinen Erhöhungen versehenen oder flachen, gravierten Knöpfen, zuerst aus Prinzmetall, später aus Silber.
Die Jacke, aus demselben Tuch wie die Weste, war gut gefüttert. Sie reichte nur bis zur Hüfte. Als Bräutigam trug man hingegen einen langen Gehrock. Besetzt waren beide mit 2 × 14 großen Knöpfen, wie die der Weste. An den Ärmeln saßen je zwei Knöpfe. Bei Trauer überzog man diese mit schwarzem Stoff. Am Hals und vor den Händen sah das lange und langärmlige Hemd heraus. Das Hemd des Bräutigams war ein Geschenk der Braut. Es wurde außer bei der Hochzeit nur bei besonderen Feierlichkeiten getragen. Zuletzt wurde es als Totenhemd verwendet, daher sind Hemden nur noch selten vorhanden.
Als Brusttücher band man um den hochstehenden Hemdkragen ein dunkles, seidenes Tuch (ab 1690) mit eingewebter bunter Kante, das mit den Ende lang auf der Brust herabhing. Die Kopfbedeckung war, jedenfalls beim Bräutigam, ein hoher Zylinder. Zur Hochzeit wurde an die linke Seite ein großer Strauß aus farbigen Flittern und Glaskugeln, ähnlich wie bei der Brautkrone, gesteckt. Vervollständigt wurde das Ganze durch ein großes buntes Taschentuch und einen etwa bis zur Brust reichenden „Guten Dag Stock“ (Gehstock) mit silberbeschlagenem Knopf.

## Die Tracht der Frauen

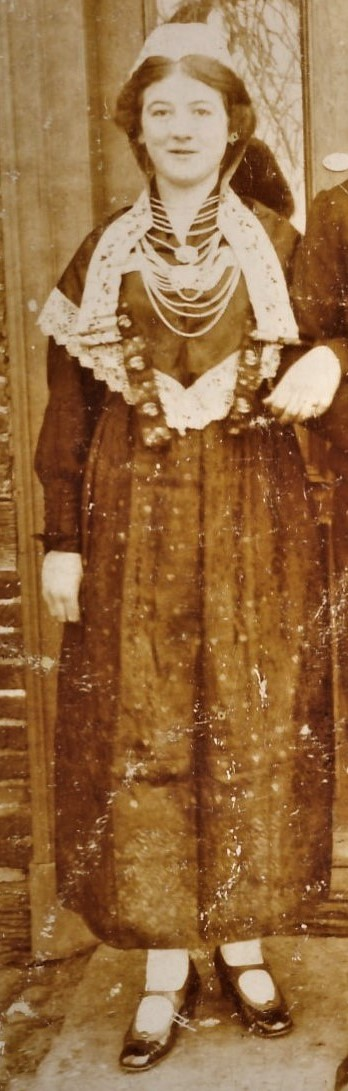
Die Tracht der Frau

Die Tracht der Frauen war in allen Kirchspielen der Winsener Marsch gleich; sie unterschied sich nur in Einzelheiten. Besonders schön entwickelt war sie im Kirchspiel in Handorf. Die Frauen und Mädchen trugen ebenfalls niedrige Schuhe mit Schnallen, dazu Strümpfe aus feiner schwarzer oder farbiger Wolle oder schwarzer Seide.
Der Rock war aus dunklem Tuch, hinten in Falten gelegt, lang aber die Füße freilassend. Darüber wurde eine ebenso lange, fast ganz das Kleid bedeckende, seidene Schürze, Platen genannt, getragen. Sie war durchweg farbig mit Blumen, z. B. hellfarbig mit dunkleren Streifen und Blumen in Plattstickerei oder schwarz mit eingewebten grünen Blumenranke, in das wieder kleine rote Blüten gestickt waren, unten mit einer breiten Kante mit mehr Rot - oder einfarbig, auf einer Seite mehr grün, auf der anderen mehr violett.
Das am Hals und noch mehr an den Ärmeln sichtbare kurze Hemd zeigte schwarze und unter dem Halsausschnitt vielfach farbige (z. B. blau schwarze) Plattstickerei.
Das buntseidene Mieder wurde mit einer langen, dünnen silbernen Kette aus runden Gliedern, die um Haken aus Metall gelegt wurden, geschnürt. Darüber trug man eine buntseidene Jacke, die um die Taille von einem aus goldigen Fäden gewirkten oder gemusterten Seidenband bestehenden Gürtel zusammengehalten wurde. Vorn zeigte die Jacke einen tiefen, dreieckigen Schlitz.
Unter diesem wurde der Brustlatz gelegt, der mit großen Blumen und Herzen, manchmal auch mit lateinischen Großbuchstaben in Plattstickerei aus farbiger Seide verziert war. Die Umhängetasche und das Hals- oder Schultertuch passten sich in der Farbwirkung und den Motiven der Stickerei dem Brustlatz an. 
Das Hals- oder Schultertuch war aus einfarbigem oder verschiedenfarbig (blau, violett, braun, rot weiß, schwarz) gemustertem Stoff (Seide oder Atlas) in Häkeltechnik hergestellt, verschieden für Freude und Trauer, sowie nach der Wohlhabenheit der Besitzerin. Es war von quadratischer Form und wurde dreieckig zusammen genommen und so über die Schulter gelegt, dass die bestickte Ecke auf dem Rücken bis zum Gürtel hinunter hing. Die beiden Vorderzipfel wurden am Mieder festgesteckt. Während die verdeckte Hälfte einfach war, waren die beiden sichtbaren Kanten in der Regel mit 2–3facher goldener, silberfarbiger je 3 cm breiter Borde verziert. Im Dreieck auf dem Rücken war eine herrliche, sich der Borde anpassende, Plattstickerei angebracht, die aus der Ecke wie ein Baum in großen rosenartigen Blumen aufstieg und sich nach oben, dem Tuch entsprechend, verbreiterte. Rechts und links davon standen meist vier oder sechs große Buchstaben, der Name der Trägerin. Die nach unten geschlagene einfache Seite wurde, wenn sie dunkel gehalten war, bei Trauer gebraucht.
Beim Gang zum Abendmahl trug man ein weißes Tuch aus feinem Leinenstoff, welches mit Klöppelspitze am Rand versehen war. Bei festlichen Gelegenheiten trug man noch buntgemusterte oder auch einfache (weiße, gelbe, grüne oder schwarze) seidene oder baumwollene Handschuhe.
Den Gürtel schloss vorn eine aus zwei dreieckigen Schnallen, abgerundeten, mit Filigranen farbigen Glasflüssen verzierte Schnalle. Das Tuch wurde vorn zugehalten von einem breiten silbernen, nach den Spitzen hin sich verschmälernden, gravierten Schloss.
Weiter nach oben hin hing quer über der Brust eine silberne Brustkette, bestehend aus sechs bis acht Reihen nebeneinander liegender dünner Ketten, zwei hochgestellten rechteckigen, verschieden breiten und mit filigranen farbigen Glasflüssen versehenen Schildern, von denen die seitlichen auf der Jacke festgenäht waren. An diese konnte der mittlere Teil angehakt werden. In der Mitte war meistens ein silbervergoldetes Herz eingeschaltet. Manchmal waren die Brustketten statt zwei- oder drei- auch fünfteilig. Um den Hals trug man eine in sechs bis zwölf verschieden große Windungen zusammengelegte, bis über 8 m lange Halskette, die wie die Brustkette aus kleinen, runden Gliedern bestand und vorn als Anhang mit einem oder drei silbervergoldeten Herzen versehen war. Hinten wurde sie durch ein silbernes oder silbervergoldetes Filigranschloss zusammengehalten. In älterer Zeit lag sie am Hals dicht an, später hingen die vorderen Windungen lang herunter.
Die Ohrringe bestanden oft aus zwei strahlenförmigen Sternen von Filigran, einem größeren, manchmal mit fadenförmigen Anhängern versehenen unten und einem kleineren oben, oder aus zwei massiven Ohrbommeln. Manchmal waren die Ohrringe recht groß, besonders unten breit und mit Glasfluss versehen.
Auch Trauringe kamen vor. Sie bestanden aus Gold und waren entweder an der Außenseite in Relief gemustert (zwei verschlungene Hände) oder schlicht und nur vorn mit runder Filigranplatte ohne Unterlage und mit Glasfluss.
Verbreitet waren silberne Armreifen, Knäuelhaken genannt, aus zwei in der Mitte breiten und nach den Enden zu dünner werdenden, zwischen den Rändern Filigran zeigenden Halbstreifen, die in der Berührungsstelle durch Kettenglieder verbunden waren. Da der Reif am Arm getragen wurde, lag der obere Halbkreis flach, der untere dagegen stand senkrecht und trug einen Haken für das Knäuel. Hergestellt wurde der Schmuck nach dem Stempel durchweg in Winsen, Bergedorf und Lüneburg.
Als Kopfbedeckung wurden Mützen (Hauben) getragen, die aus drei oder vier Stücken schwarzen oder farbigen Zeuges, Seide oder Brokat, mit steifer Einlage zusammengesetzt waren, nämlich aus zwei eckigen, unten etwas klappenförmigen auslaufenden Seitenteilen und einem über den Kopf gehenden Oberstücke, dem hinten oft noch ein Querriegel vorgelagert war. Gefüttert waren sie durchweg mit weißem Barchent.
Die ältere Form der Mütze, die sogenannte Leppenmütze, war vorn über dem Gesicht gerade, wurde aber durch ein nach der Mitte sich verbreiterndes und über der Stirn in eine Spitze "Snippe" auslaufendes Band ergänzt, das rund um den Kopf gebunden wurde, die sogen. Leppe (Läppchen). Bei den späteren „Snippenmützen“ war die Spitze (Leppe) gleich fest mit der Mütze verbunden, so dass sich das Leppenband erübrigte. Verziert war die Mütze oben und manchmal auch an der Seite durch Plattstich mit farbiger Seide und Silber- und Goldfäden und damit verbundenen runden und eckigen, kleinen und größeren, weißen oder gelben Blechstückchen, ja manchmal sogar farbigen Glasflüssen. Die Leppenbänder waren in der Art und Weise sowie der Farbe genau so verziert wie die Mützen, zu denen sie gehörten, so dass zu jeder Mütze eine besondere Leppe vorhanden sein musste. Die Ausdehnung der Stickerei an den Mützen war je nach Gelegenheit, bei der sie getragen werden sollte, und der Wohlhabenheit der Besitzerin sehr verschieden. Den größeren Reiz hatten die silbernen und goldenen Mützen (um 1700–1720), die an Sonntagen, an hohen Festtagen, bei Hochzeiten usw. getragen wurden.
Bei festlichen Gelegenheiten setzte man rund herum eine mehrere Zentimeter breite, weiße Tüllspitze. An jeder Seite hing ein langes, gewebtes buntes Seidenband herunter, mit dem die Mütze durch eine an der linken Seite gebundene Schleife festgebunden wurde. Von derartigen Mützen besaß jede wohlhabende Bauersfrau bis zu zwölf Stück, von den einfachsten bis zu den kostbarsten, damit für die verschiedenen Gelegenheiten die passende zur Verfügung stand. So setzte man eine andere auf am Alltag, Sonntag, bei hohen Festtagen, beim Abendmahl, beim Tanz und Hochzeiten, bei tiefer Trauer, Halb- und Abtrauer. Innerhalb eines Kirchspiels war die Mützenform gleich, sonst fanden sich aber kleine Unterschiede. Aufbewahrt wurden die Mützen in länglichen, bemalten Holzschachteln, auf denen gewöhnlich eine männliche und eine weibliche Person dargestellt waren, bei der ein Spruch stand, z. B.: „Ach, wie wird mein Schätzchen lachen, wenn wir bald Hochzeit machen“. Diese Schachteln wurden aus Thüringen eingeführt.

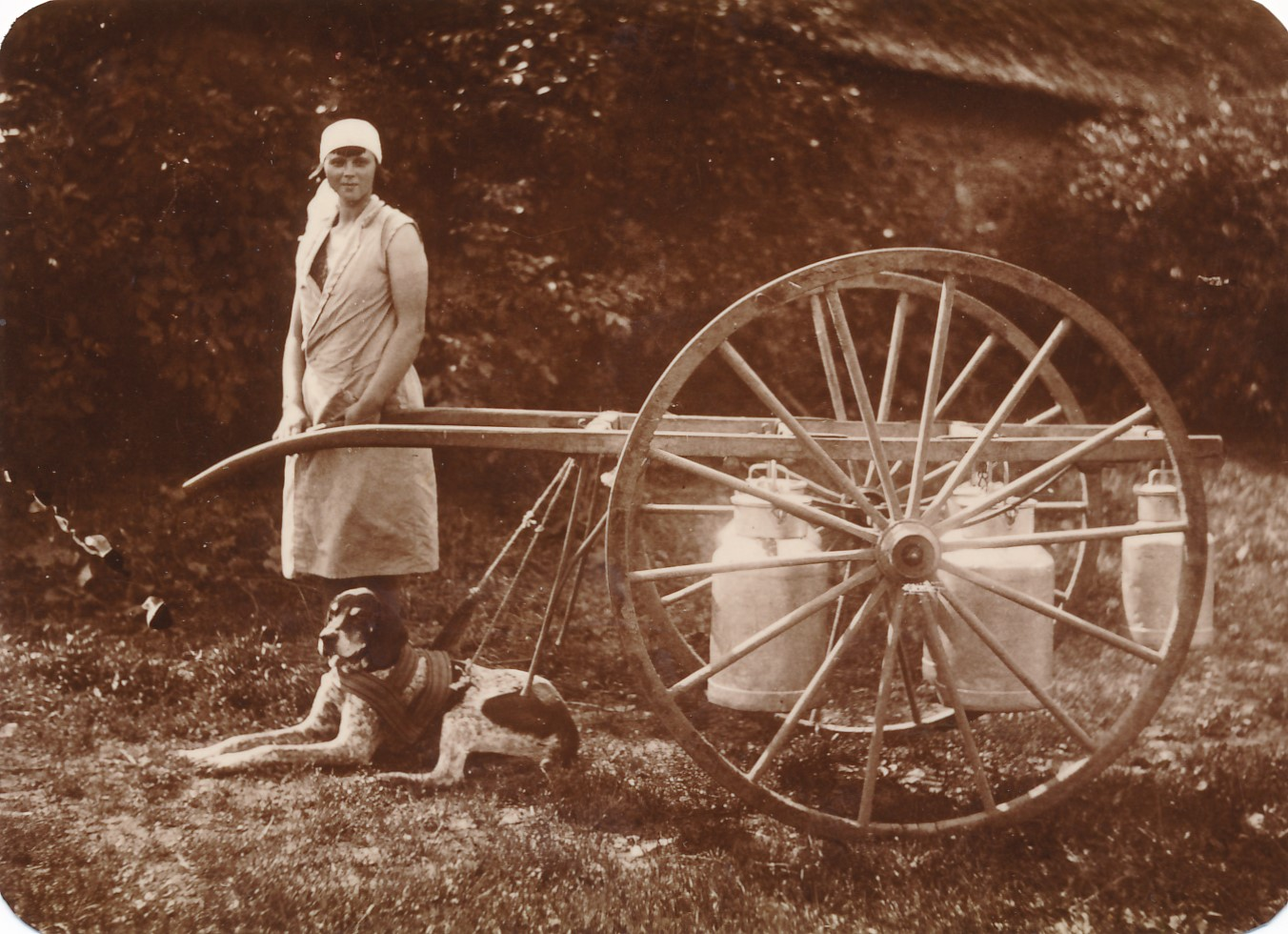
Melkerin bei der Arbeit

Bei der Arbeit trug man auch Kopftücher aus farbigen Kattun. Die Kindermützen waren in der Form denen der Erwachsenen ähnlich.
Die Brauttracht zeichnete sich vor der anderen durch Bevorzugung tiefschwarzer Stoffe und durch eine aus bunten Glasperlen, Gold- und Silberflittern, künstlichen Blumen, kleinen Spiegeln usw. auf Draht hergestellte halbkugelförmige Krone aus Bütlingen, von der hinten lange, buntgemusterte seidene und baumwollene Bänder herabhingen. Diese Brautkronen konnten auch (wie die Trauringe und Taufkleider) auf der Pfarre gegen Geld geliehen werden.
Beim Abendmahl trug man weiße Schürzen und weiße Schultertücher aus feinstem Leinen mit Klöppelspitze, sowie eine einfache schwarze Mütze mit weißem „Strich“ (Klöppelspitze in Handorf) oder dünner weißer Mütze darunter.
Hergestellt wurde die Kleidung des Mannes durchweg von Schneidern auf dem Land. 1842 waren z. B. in Drage sechs Schneidermeister ansässig. Die Frauen ließen ihre Kleider dagegen in der Regel in Winsen und an anderen Orten machen. 1842 erhielt allerdings auch eine Schneiderin in Drage eine Konzession.